# Bordkort
Et bordkort er et kort, der indikerer, hvor en gæst skal sidder under et arrangement som et bryllup eller en banket. Kortet har normalt gæstens navn eller kælenavn, og i nogle tilfælde også et bordnummer. Ofte vil bordkortet også have en form for dekoration, der også kan afspejle et eventuelt tema ved fest.
Bordkort placeres i henhold til en bordplan. Formålet med kortene kan også være, at give personer, som måske ikke kender hinanden, mulighed for at identificere hinanden. Ved nogle bryllupper kan bordkortet også tjene som menu.
Borkort kan være fremstillet af en lang række forskellige materialer. Det mest udbredte er papir, karton eller pap. Det kan dog også være i porcelæn, træ eller metal. Bordkort i papir og lign. bliver typisk smidt ud eller bragt med hjem af de respektive gæster som minde om festen, mens bordkort af mere hårdføre materialer kan genbruges. Bordkort kan være skrevet i hånden eller printet.

## I populærkulturen
I første afsnit af tv-serien Matador, Den rejsende, har Maude Varnæs fremstillet personlige bordkort til alle sine gæster ved et selskab. Efter selskabet bliver hun ked af det, da hun opdager at Oberst Hachel har krøllet sit kort sammen i stedet for at tage det med hjem.